# Czernidłaczek błyszczący

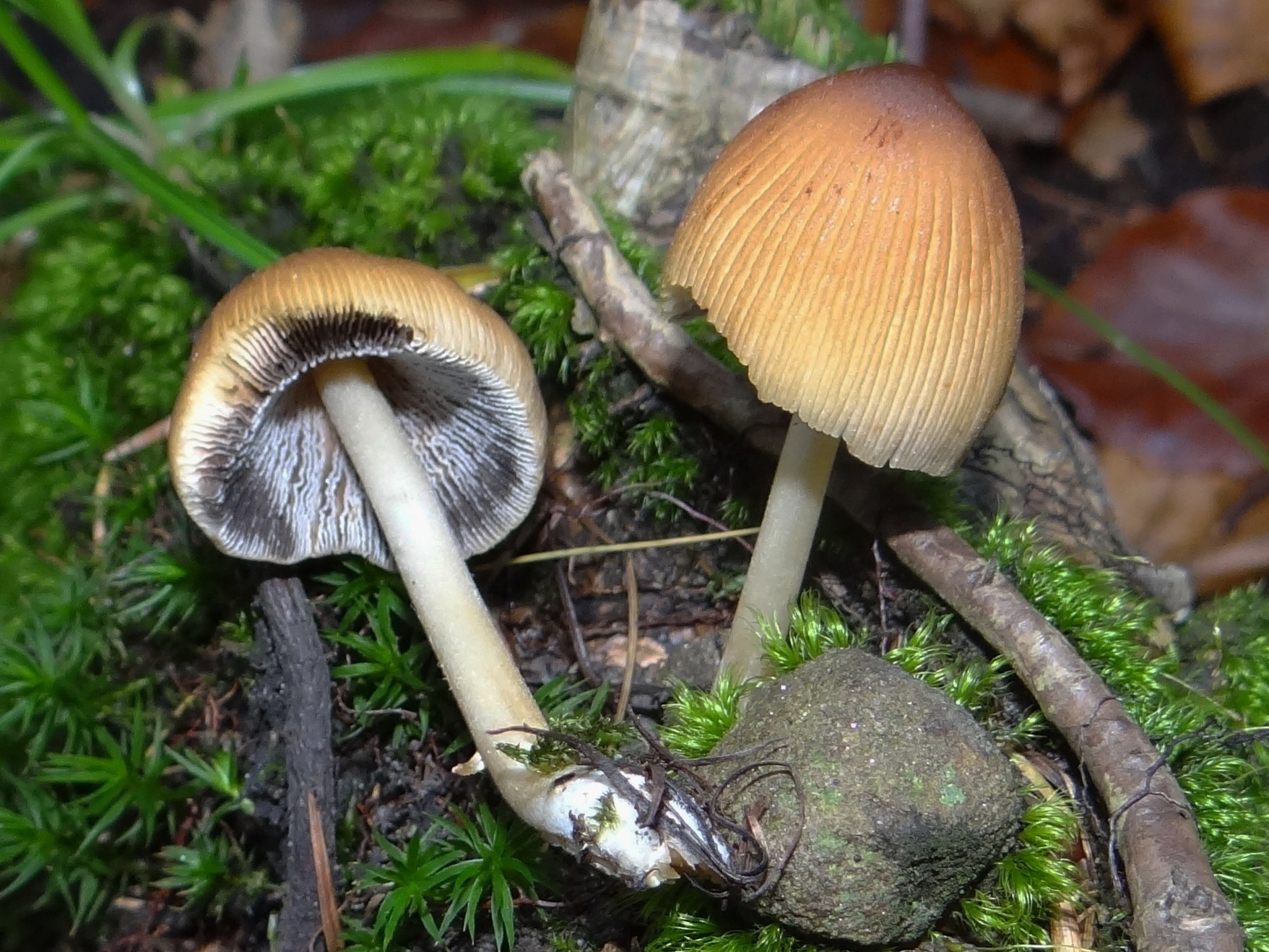

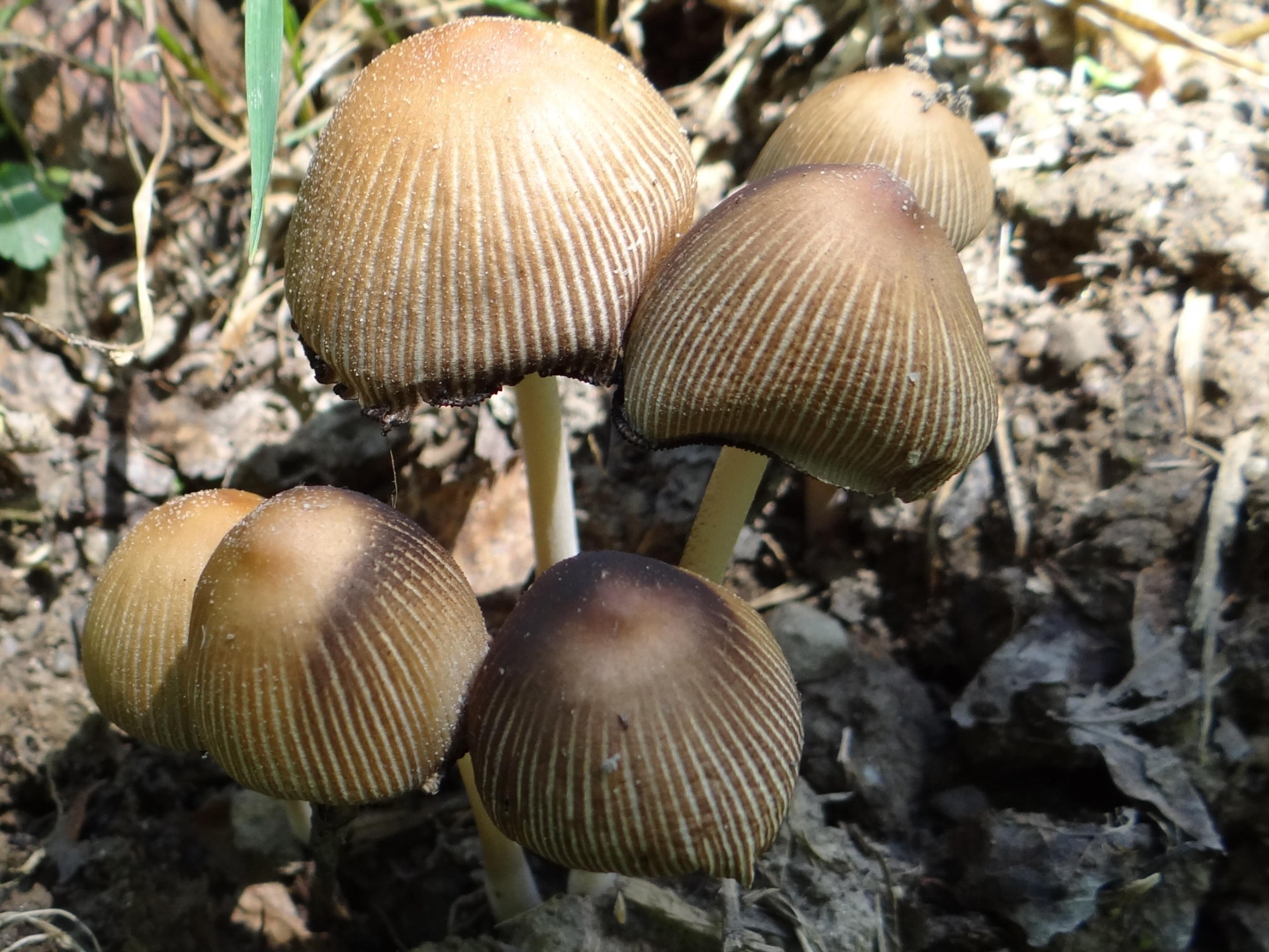

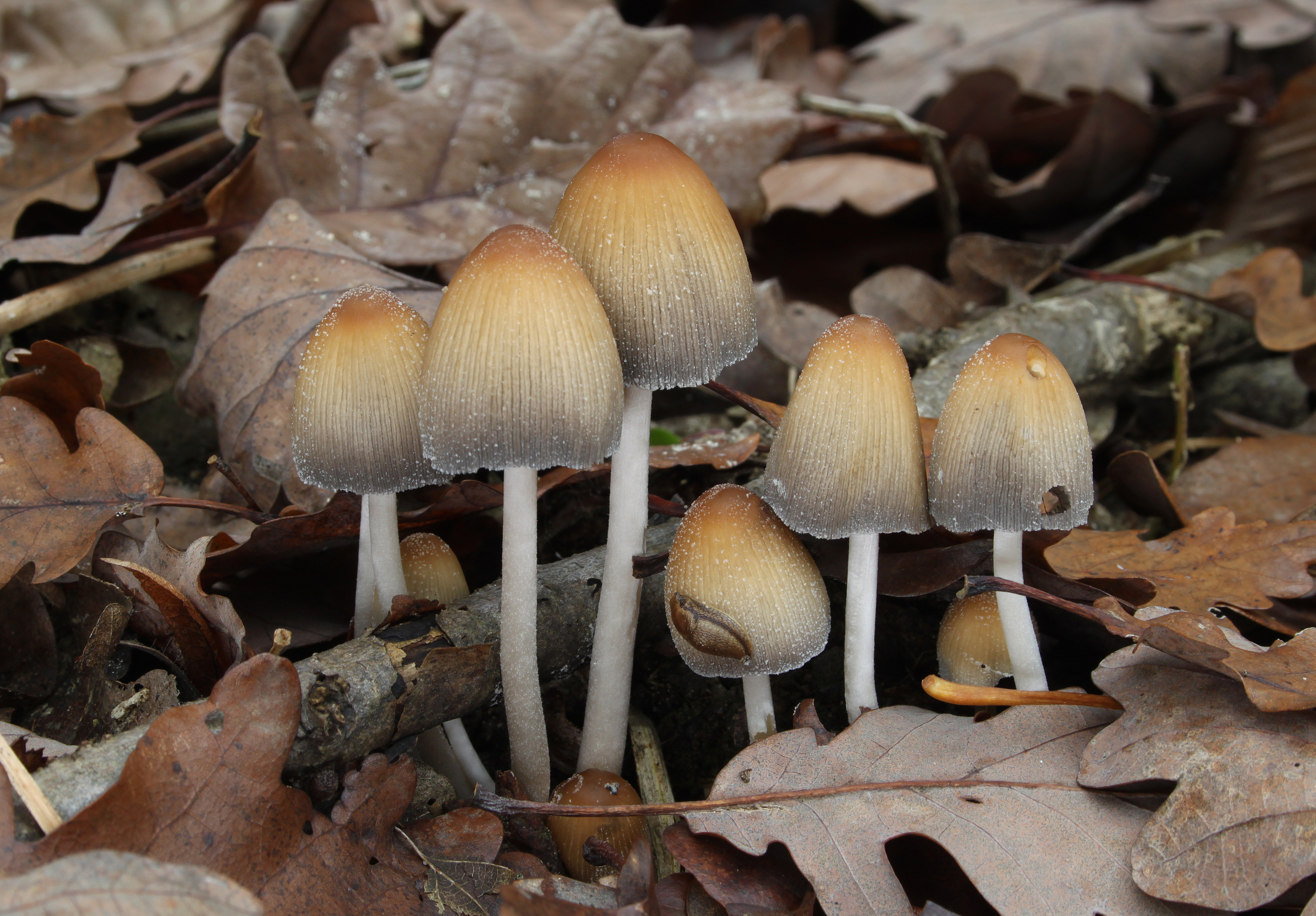

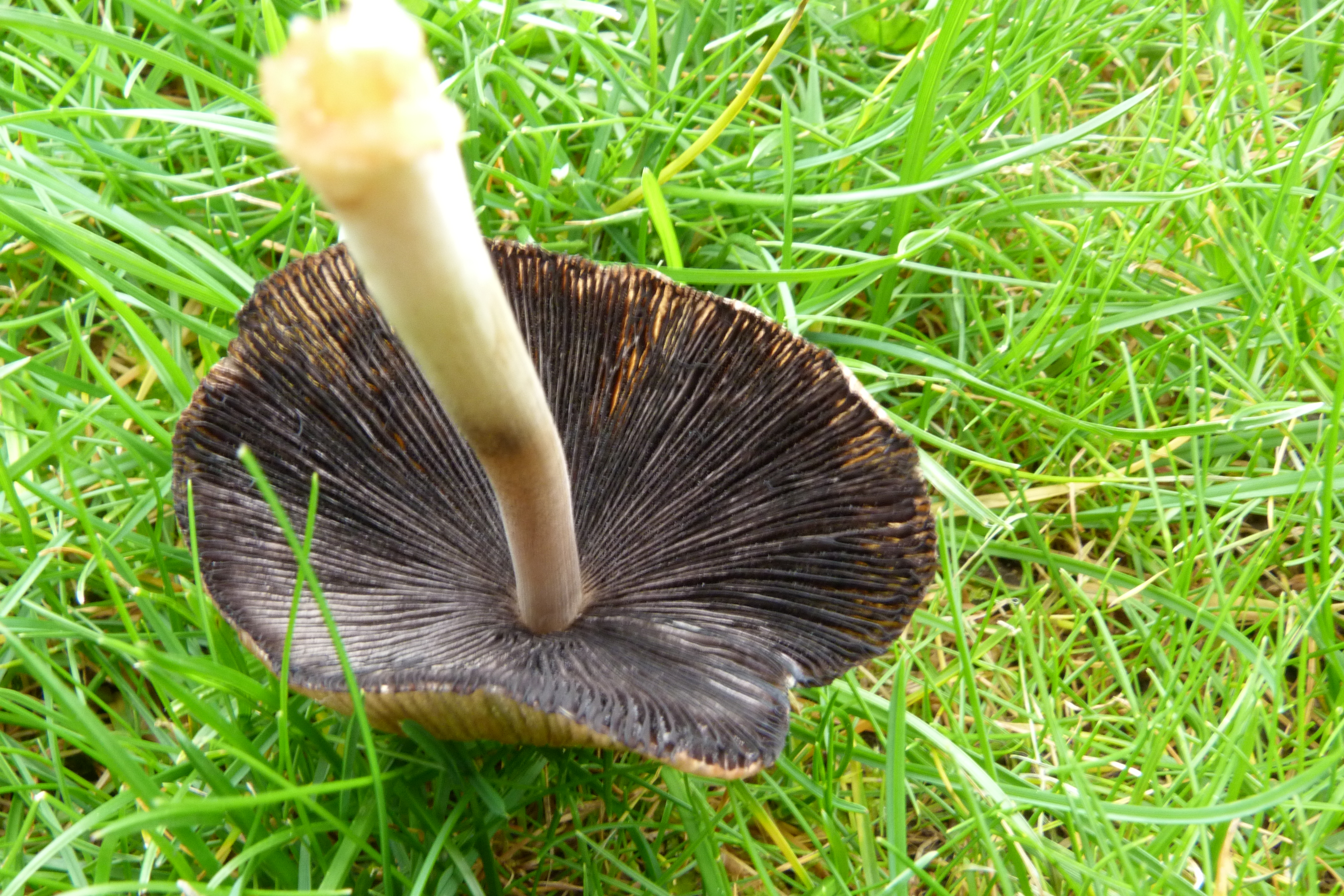

Czernidłaczek błyszczący, czernidłak błyszczący (Coprinellus micaceus (Bull.) Vilgalys, Hopple & Jacq. Johnson) – gatunek grzybów z rodziny kruchaweczkowatych (Psathyrellaceae).

## Systematyka i nazewnictwo
Pozycja w klasyfikacji według Index Fungorum: Coprinellus, Psathyrellaceae, Agaricales, Agaricomycetidae, Agaricomycetes, Agaricomycotina, Basidiomycota, Fungi.
Po raz pierwszy opisał go w 1786 r. Pierre Bulliard, nadając mu nazwę Agaricus micaceus Bull., w 1838 r. Vilgalys, Hopple i Jacq. Johnson przenieśli go do rodzaju Coprinus jako Coprinus micaceus (Bull.) Fr.
Synonimy naukowe:

- Agaricus micaceus Bull. 1786
- Coprinus micaceus (Bull.) Fr. 1838
- Coprinus micaceus f. dermatovelatus E. Ludw. 2007
- Coprinus micaceus f. irregularis Vouk & Pevalek 1915
- Coprinus micaceus (Bull.) Fr. 1838 f. micaceus
- Coprinus micaceus var. elegans Naveau 1923
- Coprinus micaceus var. granularis Peck 1894
- Coprinus micaceus var. hyalinus Bogart 1975
- Coprinus micaceus var. laetior Fr.
- Coprinus micaceus var. mammosus Babos 1976
- Coprinus micaceus (Bull.) Fr. 1838 var. micaceus
- Coprinus micaceus var. nudus Thüm.

Franciszek Błoński w 1896 r. nadał mu polską nazwę czernidłak błyszczący. W 2001 r. jednak gatunek ten przeniesiono do odrębnego rodzaju Coprinellus, tak więc polska nazwa stała się niespójna z nazwą naukową. W 2025 r. Komisja ds. Polskiego Nazewnictwa Grzybów Polskiego Towarzystwa Mykologicznego zarekomendowała dla rodzaju Coprinellus nazwę czernidłaczek.
Według niektórych autorów Coprinellus truncorum nie jest odrębnym gatunkiem, lecz synonimem Coprinells micaceus.

## Morfologia
Kapelusz
Wysokość: 2–4 cm. Źółtobrązowawy, o dzwonkowatym kształcie, pofałdowany i bruzdowany, za młodu pokryty błyszczącymi ziarenkami pozostałości osłony. W wilgotnych warunkach kapelusze rozpływają się.
Blaszki
U młodych okazów białe, z wiekiem ciemniejące, w końcu czarne, jednak ich ostrza długo pozostają białe. Są gęste i wąsko przyrośnięte. Podczas wilgotnej pogody rozpływają się.
Trzon
Długość 5–10 cm, szerokość (3–),5 cm. Jest cylindryczny, w środku pusty, u młodych okazów biały i drobno oprószony, u starszych gładki i lśniący.
Cechy mikroskopowe
Wysyp zarodników brunatnoczarny. Zarodniki o rozmiarach 7–11 × 4–7 μm, subeliptyczne, gładkie, z centralną porą rostkową. Podstawki 4-zarodnikowe, otoczone 3-6 brachybazydiolami. Pleurocystydy o kształcie od eliptycznego do jajowatego lub półwrzecionowatego i rozmiarach 150 × 70 μm. Cheilocystydy podobne. Występują także kaulocystydy o długości do 100 μm.

## Występowanie i siedlisko
Jest szeroko rozprzestrzeniony na świecie. Występuje w Ameryce Północnej, Europie, Azji, Afryce, Australii i Nowej Zelandii. W Polsce jest pospolity.
Grzyb naziemny i nadrzewny. Rośnie w lasach, ogrodach, w parkach na butwiejących pniach i przy korzeniach drzew, od maja do listopada, często w gęstych kępkach.

## Znaczenie
Grzyb jadalny. Jadalne są młode okazy, prawdopodobnie jednak grzyb jest trujący w połączeniu z alkoholem etylowym. Według innych autorów posądzanie go o trujące własności w połączeniu z alkoholem jest bezzasadne.

## Gatunki podobne
- czernidłaczek podwórzowy (Coprinellus disseminatus). Na kapeluszu nie posiada błyszczących ziarenek, lecz kosmki lub drobne łuski, będące resztkami osłony. Rośnie na gnijących pniach drzew[9],
- czernidłaczek kanciastozarodnikowy (Coprinellus angulatus). Trudny do odróżnienia. Ma matową powierzchnię i ostrza blaszek nie są białe. Pewne rozróznienie daje dopiero obserwacja zarodników pod mikroskopem[10],
- grzybówka zgięta (Mycena inclinata) – podobna kolorem i również rośnie gromadnie na pniakach, ale ma białe blaszki i drobniejszy kapelusz[7],
- czernidłaczek żółtołuseczkowy (Coprinellus xanthothrix) – różni się żółtą, filcowatą podstawą trzonu[11],
- kruchaweczka zaroślowa (Psathyrella candolleana) – ma podobnie czerniejce blaszki, ale kapelusz bez promienistego pomarszczenia[11].